# Četrun
Četrun (citrona, citrun, lat. Citrus medica), grm ili manje stablo iz porodice rutovki, pripada rodu agruma. Na Mediteranu se često uzgaja i kao ukrasno drvo. Domovina su mu Himalaja, Assam, Bangladeš, Nepal i Mjanmar. U Hrvatskoj raste tek u Dubrovniku (po vrtovima) i obližnjim otocima.
Plod mu je nalik limunu, limunastožute boje, izdužen i jajolik, naborane kore. Cvate nekoliko puta godišnje, najčešće u proljeće i jesen, a dozrijeva u drugoj polovici prosinca i na početku siječnja.
Jako je osjetljiv na niske zimske temperature. Postoji nekoliko sorti.